# Dossier Stemkwadrater
Dossier Stemkwadrater is het eerste lange stripverhaal van Agent 327, getekend door Martin Lodewijk, dat voor het eerst is verschenen in stripweekblad Pep in 1968 (nr. 23 t/m 43). Het is tevens het eerste album dat uitgegeven werd, in 1970 door De Geïllustreerde Pers in de "PEP stripotheek"-reeks. Het album is in 1979 opnieuw uitgegeven door Oberon, als vierde deel van de Oberon/Eppo-reeks, en het is het 3e deel van de nieuwe (op tekst bijgewerkte en opnieuw ingekleurde) reeks die in de jaren 2000 werd uitgegeven door Uitgeverij M en Uitgeverij L.
Het verhaal is exemplarisch voor Lodewijks werkwijze: schijnbaar onafhankelijke gebeurtenissen/verhaallijnen komen bij elkaar. Daarnaast bevat het album duidelijke stijlkenmerken van de 327 dossiers: er zijn flink wat verwijzingen naar actualiteiten uit 1968.

## Verhaal
Het verhaal start met drie ogenschijnlijk onafhankelijke gebeurtenissen:
1. Ergens ter wereld, in een ondergronds laboratorium, is de geleerde Dr. Maybe bezig met zijn nieuwe plannen om de wereld te veroveren. Met hulp van de geniale professor Von Vonvonderstein heeft Dr. Maybe een televiscoop gebouwd: een satelliet met een enorme verrekijker waarmee de kwaadaardige geleerde live alles op aarde tot op de kleinste details kan zien: "Van nu af aan is er geen plaats meer veilig voor mijn alziend televisie-oog".
2. Aan de Franse Rivièra probeert Agent 327 van zijn vakantie te genieten. Ogenschijnlijk zonder duidelijk aanleiding wordt een aanslag gepleegd op IJzerbroot, die zich ternauwernood in veiligheid weet te brengen.
3. Gelijktijdig aan 327's verblijf in Zuid-Frankrijk vindt de ontvoering plaats van de beroemde, veel te hard zingende, operazangeres Maria Brallas (parodie op Maria Callas).

Als in de buurt van Hawaï door onverklaarbare oorzaak alle ruiten stuk springen van het passagiersschip de Nieuw Rijnstatendam, is dat voor de Nederlandse Geheime dienst een reden om Agent 327 op onderzoek uit te sturen. IJzerbroot moet daartoe van zijn vakantie aan de Rivièra afbreken.
Na in Nederland te zijn gebriefd door de Chef, gaat 327 met het vliegtuig op weg naar Hawaï. Onderweg nemen twee handlangers van Dr. Maybe IJzerbroot in gijzeling. Hoewel hij zichzelf prima weet te ontdoen van zijn belagers werkt 327 zichzelf onhandig het vliegtuig uit en belandt 4000 meter lager in de oceaan. Gelukkig zeilt daar net Franciscus Tietjerksteradeel, met zijn zeilboot de Tipsy Mot bezig aan een one-man-zeiltocht rond de wereld, die IJzerbroot redt. Nadat hij goed en wel aan boord is, overkomt de zeilboot hetzelfde als de Nieuw Rijnstatendam: alle ruiten springen stuk. IJzerbroot en Tietjerksteradeel besluiten daarom samen uit te zoeken wat hiervan de oorzaak is. Een vreemd vraagtekenachtig vulkaaneiland midden in de oceaan trekt hun aandacht. Bij aankomst op het eiland worden beide mannen onmiddellijk gevangengenomen door bewakers van het eiland en voorgeleid aan Dr. Maybe, die verantwoordelijk is voor het springende glas.
De geleerde leidt de gevangenen rond in zijn ondergrondse laboratorium en toont vol trots zijn twee geheime wapens om de wereld te veroveren: de televiscoop en de stemkwadrater. De stemkwadrater is een op een laser lijkend apparaat dat gerichte geluidsbundels maakt die zo sterk zijn dat alles in de bundel kapottrilt. Voor een optimaal verpulverend effect maakt Dr. Maybe gebruik van de stem van Maria Brallas die hij heeft laten ontvoeren.
Nu komt 327 in actie: IJzerbroot veroorzaakt chaos en weet de stemkwadrater in handen te krijgen. Samen met Brallas en Tietjerksteradeel zijn ze nu Dr. Maybe de baas, vernielen ze de televiscoop en banen ze zich onder leiding van Brallas zingend met de stemkwadrater een weg door de rotsen naar buiten. De trillingen van de stemkwadrater wekken de vulkaan weer tot leven zodat het gehele laboratorium van Dr. Maybe verdwijnt in de lava. De Chinese geleerde weet nog net in een onderzeeboot te ontsnappen.
Na een tijd op het naburige eiland te hebben overleefd worden de drie gered door het Nederlandse vliegdekschip de Karel Portier.
Uit dankbaarheid voor haar redding geeft Maria Brallas op het schip een recital voor de Nederlandse Marine, wat helaas leidt tot het zinken van de Karel Portier.

## Trivia
- In dit verhaal komt het Nederlandse vliegdekschip de Karel Portier voor het eerst ter sprake. Vermoedelijk is dit een verwijzing naar het vliegdekschip Hr. Ms. Karel Doorman dat in 1968 uit de vaart werd genomen.
- De Nieuw Rijnstatendam is een verwijzing naar een van de vele Statendams van de Holland-Amerika Lijn.
- Voor het eerst tekent Martin Lodewijk zichzelf in de strip: als wasbordspeler van de Endatteme jugband. De band speelt de in de serie telkens terugkomende nummers My beedle-um-bum, on my beedle-um, it's the best beedle-um that's made in Tennessee en Denk toch altijd met liefd'aan je moeder.
- De strip bevat enkele verwijzingen naar de film You Only Live Twice. Zo gebruikt 327 een hefschroef die "Kleine Nelly" heet, net als de autogiro die James Bond in de film gebruikt. Dr. Maybe's geheime basis in een uitgeholde vulkaan doet veel denken aan de basis van Blofeld.